# Tetrastichus satpurensis
Tetrastichus satpurensis är en stekelart som beskrevs av Saraswat 1978. Tetrastichus satpurensis ingår i släktet Tetrastichus och familjen finglanssteklar. Inga underarter finns listade i Catalogue of Life.